# Cala Viola
Cala Viola està situada a l'illa de Menorca i concretament al nord del municipi d'Es Mercadal.
Aquesta és una petita platja d'arena gruixada i grava, que queda a 12 quilòmetres al nord des Mercadal. Aquesta platja es troba molt propera al Cap de Cavalleria. Es troba entre Punta de ses Gomes i el Port de Sanitja.
Per arribar-hi s'ha d'anar per la carretera que condueix al Far de Cavalleria des del camí de Tramuntana que té accés a les platges de la costa Nord. És una platja natural i no té accés per a discapacitats.